# Киреши
Киреши (укр. Кіреші) — село, входит в Хустскую городскую общину Хустского района Закарпатской области Украины.
Население по переписи 2001 года составляло 1404 человека. Почтовый индекс — 90401. Телефонный код — 3142. Код КОАТУУ — 2110800002.